# 南予鉄道
南予鉄道（なんよてつどう）とは、かつて愛媛県に存在した、現在の伊予鉄道郡中線にあたる路線を経営していた鉄道事業者である。

## 概要
松山 - 郡中間に鉄道を敷設する計画は、当初伊予鉄道も計画をしていたが、主として資金面から断念していた。そこで郡中の有力者が発起人となり、1894年（明治27年）に南予鉄道に対し鉄道免許状が下付され、建設工事が始まった。重信川への架橋に苦労するが、1896年（明治29年）7月4日に藤原 - 郡中間を開業させた。続いて八幡浜延長を計画し1897年（明治30年）3月に仮免状を取得した
その後、道後鉄道と同様に資金難に陥ったところで第七十九銀行頭取である古畑寅造を経営陣に迎えたところ、道後鉄道とともに伊予鉄道と合併することとなり、1900年（明治33年）5月1日から伊予鉄道の運営することとなった。
合併後、松山駅（現:松山市駅）に近接した藤原駅を松山駅に統合する工事が行われ、乗客の便が図られることとなった。

## 路線
藤原（開業時の起点は外側）（現在の松山市駅付近） - 余戸 - 出合 - 松前 - 郡中
- 現・伊予鉄道郡中線の内、上記にない駅は、伊予鉄道合併後の開設である。

## 輸送・収支実績
| 年度           | 乗客（人） | 貨物量（斤） | 総益金（円） | 総損金（円） | 差引純益金（円） |
| -------------- | ---------- | ------------ | ------------ | ------------ | ---------------- |
| 明治29年下半期 | 242,064    | 3,663,689    | 12,147.321   | 7,841.794    | 4,305.527        |
| 明治30年上半期 | 219,184    | 4,562,911    | 10,923.265   | 6,095.227    | 4,828.038        |
| 明治30年下半期 | 194,347    | 5,392,643    | 11,366.314   | 6,680.651    | 4,685.663        |
| 明治31年上半期 | 204,779    | 5,348,220    | 11,855.562   | 6,797.197    | 5,058.365        |
| 明治31年下半期 | 185,619    | 5,647,015    | 12,310.636   | 7,335.275    | 4,975.361        |
| 明治32年上半期 | 201,045    | 6,365,870    | 21,516.040   | 8,860.321    | 12,655.719       |
| 明治32年下半期 | 207,021    | 6,061,786    | 14,240.733   | 7,324.795    | 6,915.938        |
| 明治33年上半期 | 137,660    | 3,731,280    | 9,616.550    | 6,494.336    | 3,122.214        |

- 『我社の三十年』より

## 車両

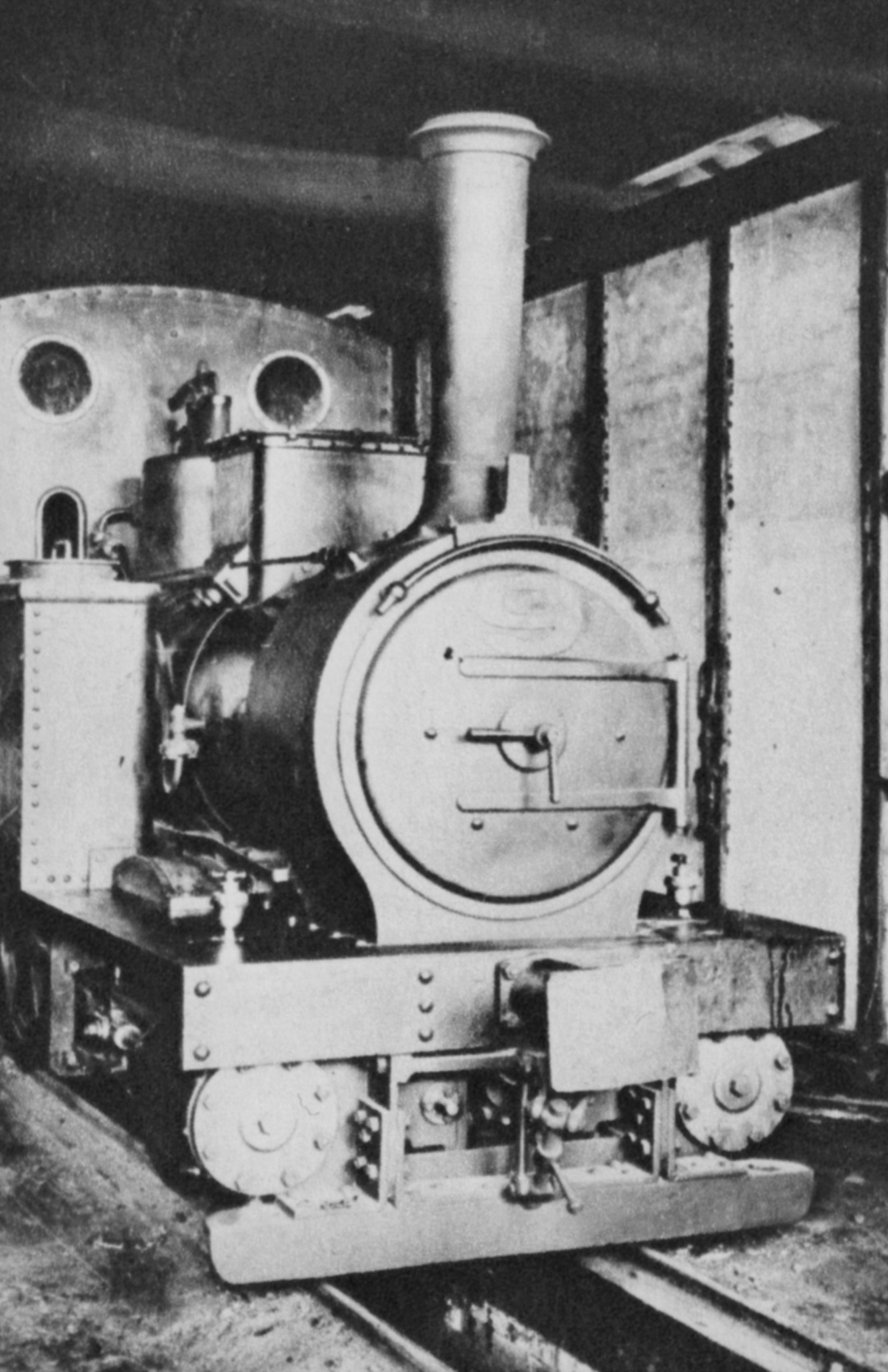
旧南予鉄道1形蒸気機関車
（伊予鉄道への移籍後の撮影）

### 車両数の推移
| 年度 | 機関車 | 客車 | 貨車 |
| ---- | ------ | ---- | ---- |
| 1897 | 2      | 8    | 4    |
| 1898 | 2      | 12   | 8    |
| 1899 | 2      | 12   | 8    |
| 1900 | 2      | 12   | 8    |

- 「私設鉄道現況累年表」『鉄道局年報』明治38年度（国立国会図書館デジタルコレクション）より